# Сухозем
Сухозем е село в Южна България. То се намира в община Калояново, област Пловдив.

## География
Сухозем се намира в южното подножие на Същинска Средна гора, на около 36 km северно от Пловдив.
Самото име на селото подсказва една негова характерна особеност. Земята тук е подчертаното с червено-кафеникъв оттенък, затова повече е подходяща за отглеждане на грозде. Все пак наличието на сравнително добра мрежа от микроязовири спомага за доброто виреене също така и на тютюн, основно от сорта ориенталски.

## История
В околностите на селото е намерена римска военна диплома на тракиеца Долес, служил в Сирия по време на управлението на император Веспасиан (69 – 79 г.), което показва наличието на тракийско селище от римско време.
Името на село Сухозем до 1934 година е Куру Химитли.
В XIX век селото има преобладаващо турско население, което след Руско-турската война от 1877 - 1877 година и създаването на Източна Румелия, в която попада Куру Химитли, постепенно го напуска. Към 1885 година селото е изцяло православно.
След Деветосептемврийския преврат от 1944 година в селото се провежда колективизация и се оформя ТКЗС.
Настъпилите промени след 10 ноември 1989 година променят в значителна степен селото. Нестабилната местна икономика се разпада, голяма част от малкото млади хора или емигрират в чужбина или се преместват в големите градове и броят на населението спада рязко.
От второто десетилетие на XXI век в селото започват да купуват къщи хора от съседен Пловдив.
На 12 май 2002 година село Сухозем се сдобива с православен храм „Света София“. Първата копка е направена на 22 март 2000 година в присъствието на митрополит Арсений Пловдивски, кмета на Сухозем Нейчо Неделчев и хора от селото. Строежът трае 2 години и е финансиран изцяло от основните дарители семейство Неделчеви, както и от други жители на Сухозем. Изписването и основните икони в храма са дело на двама сухоземци, художниците Христо Николов и Райчо Пеев. Иконите са в царския ред на олтара на храма – патрона Света София, Света Богородица майка, Христос и Йоан Кръстител. Освещаването на новопостроената черква „Света София“ се извършва 12 май 2002 година от митрополит Арсений и още 8 свещеници, кмета на Сухозем Нейчо Неделчев и поканените гости - министъра на околната среда Долорес Арсенова, кмета на Пловдив д-р Иван Чомаков и кмета на община Калояново инженер Александър Абрашев.
На 23 октомври 2004 година в центъра на селото е открит паметник на 7 българи и един американски офицер, загинали през Втората световна война. Мемориалът е построен по български проект от кмета Нейчо Неделчев със средства изцяло осигурени от щата Орегон. Летяща крепост „Бе 17“ на американските военновъздушни сили се връща от мисия над румънския град Плоещ. Ударена от противников самолет американската крепост, изостава от ескадрилата си. От Марино поле са вдигнати да я засекат 4 български изтребителя, които свалят американския самолет. 9 офицери от екипажа се спасяват, но 23-годишният бордови инженер Дейвид Кингсли, заедно със седем жители на Сухозем от рода Дуралийски, работещи на полето в местността Алабаир, загиват в пламъците. Паметникът е открит от американският посланик Джеймс Пардю и сестрата на загиналия американски офицер Филис Кингсли Ролисън. Присъстват офицери и ветерани от българските военновъздушни сили и Националната гвардия на щата Орегон.